# Isobel Steele
Isobel Lillian Steele (* 24. September 1910 in Toronto, Ontario; † 14. November 1998 in Boise, Idaho) war eine US-amerikanische Journalistin und Schauspielerin. Sie wurde bekannt als sie im August 1934 auf Veranlassung der NS-Regierung wegen des Verdachtes der Spionage in Haft genommen und für mehrere Monate im Gefängnis Moabit in Berlin festgehalten wurde. Sie verarbeitete ihre Erlebnisse in Deutschland später in mehreren Veröffentlichungen. Außerdem entstand ein halbdokumentarischer Film, der auf dem Fall „Seele“ basierte, in dem Steele sich selbst spielte.

## Leben
Steele wurde in Kanada geboren. Später emigrierte ihre Familie nach Kalifornien und Steele wurde als Amerikanerin eingebürgert. 1931 reiste Steele, deren Mutter deutschstämmig war, nach Deutschland, wo sie sich dem Studium der Musik als Violinspielerin widmete. 1933 wandte sie sich dem Journalismus zu und begann als Journalistin über die dramatischen politischen Ereignisse, die sich damals in ihrem Gastland abspielten, zu berichten.
Seit dem Frühjahr 1934 stand Steele unter Beobachtung des Sicherheitsdienstes der SS (SD). In dem 1945 veröffentlichten Erinnerungsbuch 13 Jahre Machtrausch des ehemaligen SD-Agenten Heinrich Pfeifer wird u. a. über enge Beziehungen von Steele zu Angehörigen der kulturellen Berliner Highsociety, wie der Schauspielerin Brigitte Helm, berichtet.

### Die Affäre Stelle
Am 10. August 1934 wurde Steele von der Geheimen Staatspolizei verhaftet und anschließend mehrere Monate lang in deutschen Gefängnissen gefangen gehalten.
Hintergrund war, dass sie aufgrund des Umstandes, dass sie im Haus des polnischen Militärattachés in Berlin, Jurek von Sosnowsky, verkehrte, der Spionage verdächtigt wurde. Sosnowky war einige Monate vor der Verhaftung Steeles im Februar 1934 als Spion entlarvt worden: Es war ihm gelungen, mit Hilfe von zwei adeligen Sekretärinnen des Reichskriegsministeriums, die er verführt hatte, Teile der damaligen deutschen Mobilisierungspläne gegen Polen in seine Hände zu bringen. Bei einer Razzia anlässlich einer Abendgesellschaft in seinem Haus waren im Februar 1934 mehrere Dutzend Personen verhaftet worden. Steele, die am Rande zu dem gesellschaftlichen Zirkel um Sosnowsky und seine beiden Geliebten gehörte, war an diesem Abend, obwohl eingeladen, nicht zugegen gewesen. Sie hatte aber das sensationelle Potential des Falles erkannt und begann daraufhin damit, ein Drehbuch für einen Film über die Affäre Sosnowski zu verfassen, wobei ihr ihre Kenntnisse der beteiligten Personen zum Vorteil gereichten. Nachdem die Geheimpolizei auf Steeles Projekt aufmerksam wurde, wurde sie verhaftet und ihr Manuskript beschlagnahmt. Weiter belastend aus Sicht des Regimes waren persönliche Briefe, die bei ihr gefunden wurden, in denen sie sich ablehnend gegen die Verfolgung und Ausgrenzung der jüdischen Bevölkerungsteile sowie zugunsten der inzwischen in Deutschland abgeschafften Pressefreiheit aussprach. Nach ihrer Verhaftung wurde Steele zunächst im Gefängnis am Alexanderplatz verwahrt und dann für mehrere Monate in Moabit festgehalten, wo sie unter spartanischen Bedingungen schmachten musste. Außerdem musste sie wiederholte Vernehmungen durch die Geheimpolizei über sich ergehen lassen.
Erst auf anhaltende Intervention des US-State Departments, des amerikanischen Außenministeriums, hin wurde Steele schließlich Ende 1934 in ihre Heimat abgeschoben: Sie wurde nach Hamburg gebracht und an Bord des Linienschiffes USS President Harding eskortiert, mit dem sie am 26. Dezember 1934 in New York eintraf.

### Verarbeitung des Falles in den Medien
Nach Steeles Rückkehr in ihre Heimat entfaltete sich ein intensiver Presserummel um ihre Person: Bei ihrer Ankunft im Hafen wurde sie von Dutzenden Journalisten und Filmkameras der amerikanischen Wochenschauen empfangen. Die Exklusivrechte an ihrer Story erwarb die New York Daily News für die damals hohe Prämie von 1000 Dollar. In einem New Yorker Hitel diktierte sie einen umfangreichen Erlebnisbericht, der von der Daily News anschließend in Serienform in diversen US-Zeitungen landesweit vertrieben wurde.
Steele begann anschließend mit der Arbeit an einem Memoirenbuch, das aber nicht veröffentlicht wurde.
1936 entstand stattdessen der halbdokumentarische Spielfilm I Was a Captive of Nazi Germany, der Steeles Erfahrungen im nationalsozialistischen Deutschland im Jahr 1934 in dramatisierter Weise nacherzählte. Die Hauptrolle übernahm Steele selbst.
Der deutsche Gesandte in Los Angeles, Georg Gyssling, versuchte die Fertigstellung des Steele-Films 1936 mit Nachdruck zu hintertreiben, da er diesen als eine Produktion bewertete, die, wenn sie in die Kinos kommen würde, dem Ansehen des NS-Staates in der Wahrnehmung des amerikanischen Publikums naturgemäß in hohem Maße abträglich sein würde. Zu diesem Zweck lud Gyssling emigrierte deutschstämmige Schauspieler, die an der Produktion als Darsteller mitwirkten, in seiner Gesandtschaft vor und drohte ihnen, dass die NS-Regierung zu Repressalien gegen ihre in Deutschland zurückgebliebenen Angehörigen greifen würde, wenn sie ihre Mitwirkung an dem „ungehörigen“ Filmprojekt nicht einstellen sollten. Steele selbst wurde angedroht, dass, falls der Film veröffentlicht werden sollte, sämtliche zukünftige Filmproduktionen, an denen sie beteiligt wäre, in Deutschland – dem damals zweitgrößten Filmmarkt der Welt – nicht zur Aufführung gelangen würden. Der Film wurde zwar fertig gestellt aber bereits nach kurzer Zeit wieder aus dem Verleih genommen, da kein großes Studio – aus Angst, dass gegebenenfalls sämtliche von ihm vertriebenen Produktionen in Deutschland ein Vorführungsverbot erhalten würden – bereit war den Vertrieb zu übernehmen.